# 無雙OROCHI 蛇魔3
《無雙OROCHI 蛇魔3》是由光榮特庫摩的ω-force開發發行的動作遊戲，是无双大蛇系列的第5部作品。遊戲的PlayStation 4及任天堂Switch版於2018年9月27日正式發行，而Microsoft Windows及Xbox One則於2018年10月16日發行。
在2019年12月19日於日本發行加强版《無雙OROCHI 蛇魔3 Ultimate》，登陸在任天堂Switch和PlayStation 4平台，Windows版本于2020年2月14日發行。

## 登场人物
遊戲中總共有170個可玩角色，包括《真·三国无双7：帝王傳》出现的83名角色和《战国无双4-II》中的56名角色，以及无双大蛇系列自2代以来独有的25名角色和本作新加入的神话角色宙斯、雅典娜、珀尔修斯（本篇不可用，ultimate可用）、阿瑞斯、洛基（游戏中为珀尔修斯的真面目）和奥丁。但是由于种种原因，《真·三国无双8》和《战国无双 真田丸》中新增的角色没有登场，在接下來大型dlc的ultimate確定不會加入，有可能會在本系列4代才會讓他們加入。此外为北条氏康配音的石冢运昇在2018年8月13日因食道癌逝世，此角色改由江原正士配音。此外原先一直登場的遠呂智軍武將蛟首次可供以玩家使用。
- 其中九位英雄在故事模式中，可藉由道具「神力之雫」進行神格化：趙雲、真田幸村、關銀屏、井伊直虎、曹丕、石田三成、呂布、織田信長、楊戩[8]。
- 本作新加入的《真·三国无双7》武将：乐进、李典、于禁、荀彧、鲁肃、韓當、朱然、关兴、张苞、关银屏、法正、贾充、文鸯、张春华、陈宫、吕玲绮。
- 本作新加入的《战国无双4》武将：松永久秀、上杉景胜、片仓景纲、小少将、早川殿、柳生宗矩、井伊直虎、井伊直政、真田信之、小早川隆景、藤堂高虎、岛津豊久、大谷吉继。
- 在大型dlc的ultimate預計新加與回歸的角色：盖亚、黑帝斯、贞德、龍隼、阿基里斯、楊戩

## 玩法
本作共有5章70个任务。拥有Demo版的PS4玩家可以使用30个角色，游玩分布在第一章和第二章的10个任务。如果玩家在高难度下完成了任务并达成了特定的战功目标，将会得到更大的奖励，如同《战国无双4》中一样。剧情从《无双大蛇2 Ultimate》结局后开始，中国三国时代和日本战国时代的名将们回到各自的时代后，希腊众神之王宙斯为实现自己的愿望而将他们再度召唤回《无双大蛇》的世界。

## 剧情

### 本篇
井伊直虎、井伊直政、本多忠胜在向小牧长久手进军的时候突然闯入了异世界，与吕布军展开较量，但不敌其神秘力量，后来他们又遇到了北伐中的孙权军，一同加入了刘备、武田信玄、上杉谦信主导的联合军，反对织田信长的武力支配之路，经过数轮激战织田信长被击败，此时仙界的女娲出现，告诉他们使用手环战斗可以打开神界/仙界通往人界的道路，并让这个异世界趋于稳定。这些手环和整个异世界是由奥林匹斯之王宙斯所创造。
希腊神界开始进军，由雅典娜和阿瑞斯领军。此时之前盗取手环的半神珀尔修斯协助联合军阻挡希腊军的猛攻，并且发现曹丕、赵云、丰臣秀吉和石田三成都在希腊军的麾下。激战之后，联合军救出身为人质的刘禅，使赵云叛离希腊军。希腊军的攻势不减，此时又出现了妲己率领的妖魔部队，形成了三方混战。之后珀尔修斯被妲己掳走，众人为了解救他再次展开激战。之后发现珀尔修斯的真身是阿斯加德的神洛基，他早与妲己进行勾结，从头到尾都在利用联合军执行神秘的计划。最后石田三成和曹丕先后叛离希腊军，促使联合军有机会直面世界的创造者宙斯，询问其意图。宙斯最终虽然说出本意，但随即被叛变的阿瑞斯击杀，并吸取其力量。
阿瑞斯和奥丁联手追击联合军，奥丁顺带还复活了真·远吕智，雅典娜只能选择与联合军联手，众人苦思对策，结果发现阿瑞斯也被奥丁所利用，被吸取宙斯的力量后只能投靠联合军。希腊军与仙界、人类联手找到了宙斯的尸体并将其复活。奥丁想办法要先取回自己的力量，投入到最后的决战中。联合军奋勇作战，破坏了奥丁的计划和世界之树，异世界也直接陷入崩塌。希腊众神和仙界的人想办法在最后时刻把人类送回原来的世界。

### 终极版
终极版的剧情自本篇人类击败洛基起进入歧路。就在联合军与奥丁决战之前，真田幸村追上了洛基，二人在与奥丁的战斗中寡不敌众，被大地母神——盖亚带到安全地方。盖亚此时为没有躯体的灵魂状态，她告诉联合军洛基与真正的珀尔修斯合作，但本篇开始前为了获得奥丁的信任而杀了珀尔修斯，又扮作他的模样蒙骗希腊众神、仙界的东方众神和人类。之后，冥府的哈迪斯出现在众人面前，自称为诸神黄昏后没能收服奥丁负责。哈迪斯还说奥丁的灵魂被保护在世界之树中，除非将其毁坏，否则无法战胜奥丁。在与远吕智交战时，宙斯和哈迪斯将神力灌注于世界树，为盖亚创造了躯体。此间洛基提到珀尔修斯的碎片散落在融合世界的各处，盖亚认为应当把碎片收集齐全才能真正战胜奥丁。最终众人成功在密米尔之泉找到奥丁之魂并破坏之，众神将三国和战国的英雄送回各自的时空。
若玩家通过重玩战役成功收集珀尔修斯的所有碎片，就可以解锁剧情的最终章。在攻打密米尔之泉前夜，洛基复活了珀尔修斯，后者透露哈迪斯才是整场混乱的幕后黑手，奥丁只是被利用了。哈迪斯梦想取代宙斯成为众神之王，统治奥林匹斯，故把奥丁派往世界树，用其灵魂维持世界树的运转。盖亚等人听说此事，借由辉夜姬的穿越之力回到过去，追踪奥丁的灵魂，最终从哈迪斯手中救下奥丁。众人为遏止哈迪斯的图谋，决定前往地府夺来两叉矛来释放奥丁被封印的灵魂。在联合军与哈迪斯的最终决战中，哈迪斯指出奥丁注定要灭亡，取回灵魂只会加速这一过程，而且世界之树也会崩溃；但奥丁坚持取回自己的灵魂，令众人有机会击败哈迪斯，哈迪斯最后只得回到地府。奥丁向洛基保证自己会活下去，目送所有人离开世界树，众神与人类英雄道别，再把他们送回各自的时空。在一场支线任务中，众神又暂时叫回众人，和他们进行了一场友谊赛。

## 主题曲
本作的主题曲是三森铃子的《革命的化妆舞会 无双大蛇 ver.》，是她第四张专辑《tone.》中同名歌曲的重混版。同时她也为本作中雅典娜一角配音。这是三森首次参与无双系列的工作。
在無双OROCHI３ Ultimate的主題曲是《Statice》，由蓋亞的聲優早見沙織演唱。

## 評價
遊戲发售首周，在日銷量達到12萬套，其中PS4版10萬套、Switch版為2.36萬套。在2018年9月27日的發表會當中，《無雙OROCHI 蛇魔 3》獲得金氏世界紀錄認證最多可操作角色的砍殺類電玩遊戲。《Fami通》杂志为本作给出了35/40的高分。

## 注解
1. ↑  日语：